# Tanna (género)
Tanna es un género de cigarras perteneciente a la familia Cicadidae.

## Especies
Este género contienen las siguientes ocho especies:
- Tanna infuscata
- Tanna japonensis
- Tanna karenkonis
- Tanna ornatipennis
- Tanna sayurie
- Tanna sozanensis
- Tanna taipinensis
- Tanna viridis